# Anisodes bisecta
Anisodes bisecta är en fjärilsart som beskrevs av W. Warren 1906. Anisodes bisecta ingår i släktet Anisodes och familjen mätare. Inga underarter finns listade i Catalogue of Life.